# الحبانية

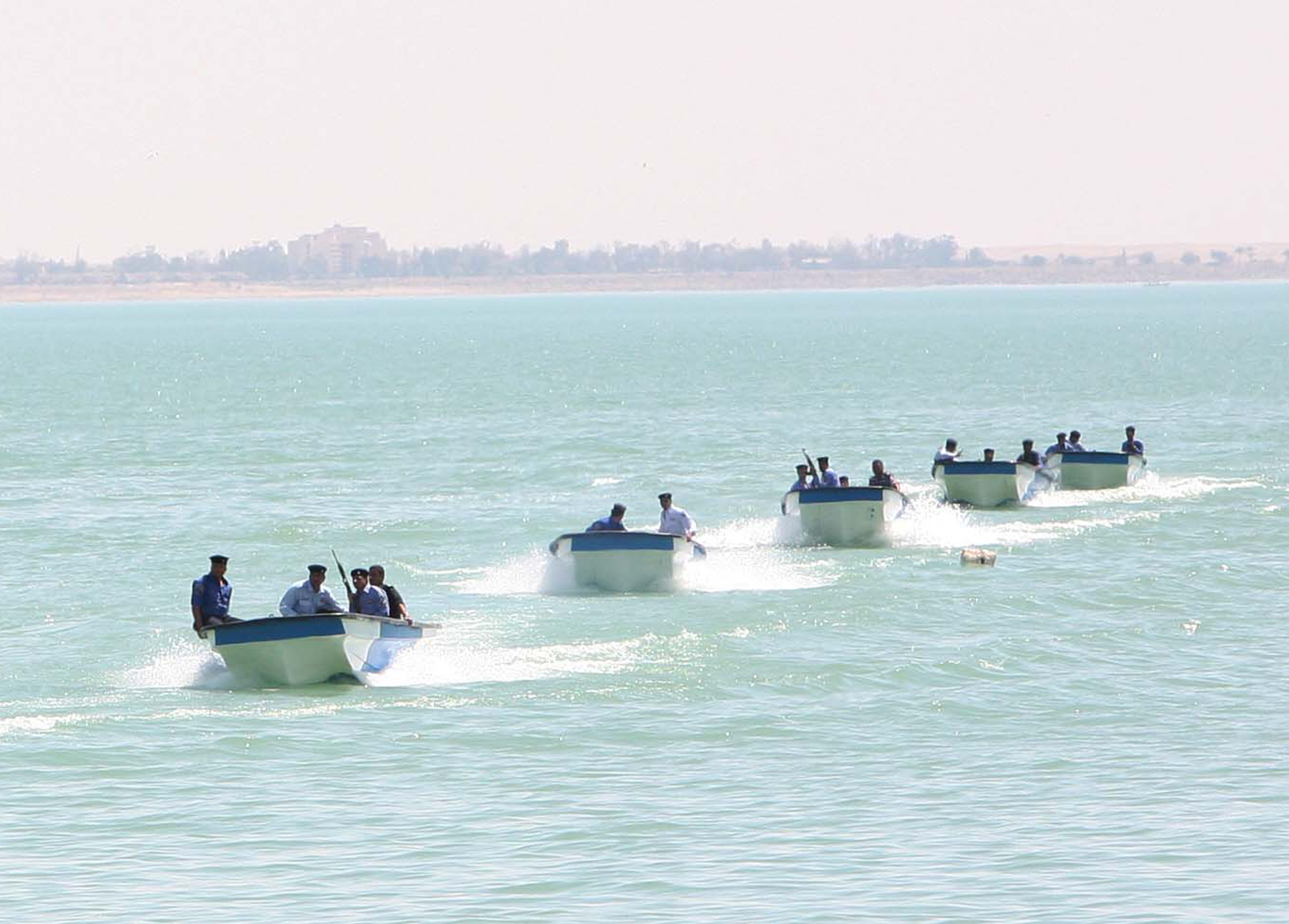
بحيرة الحبانية

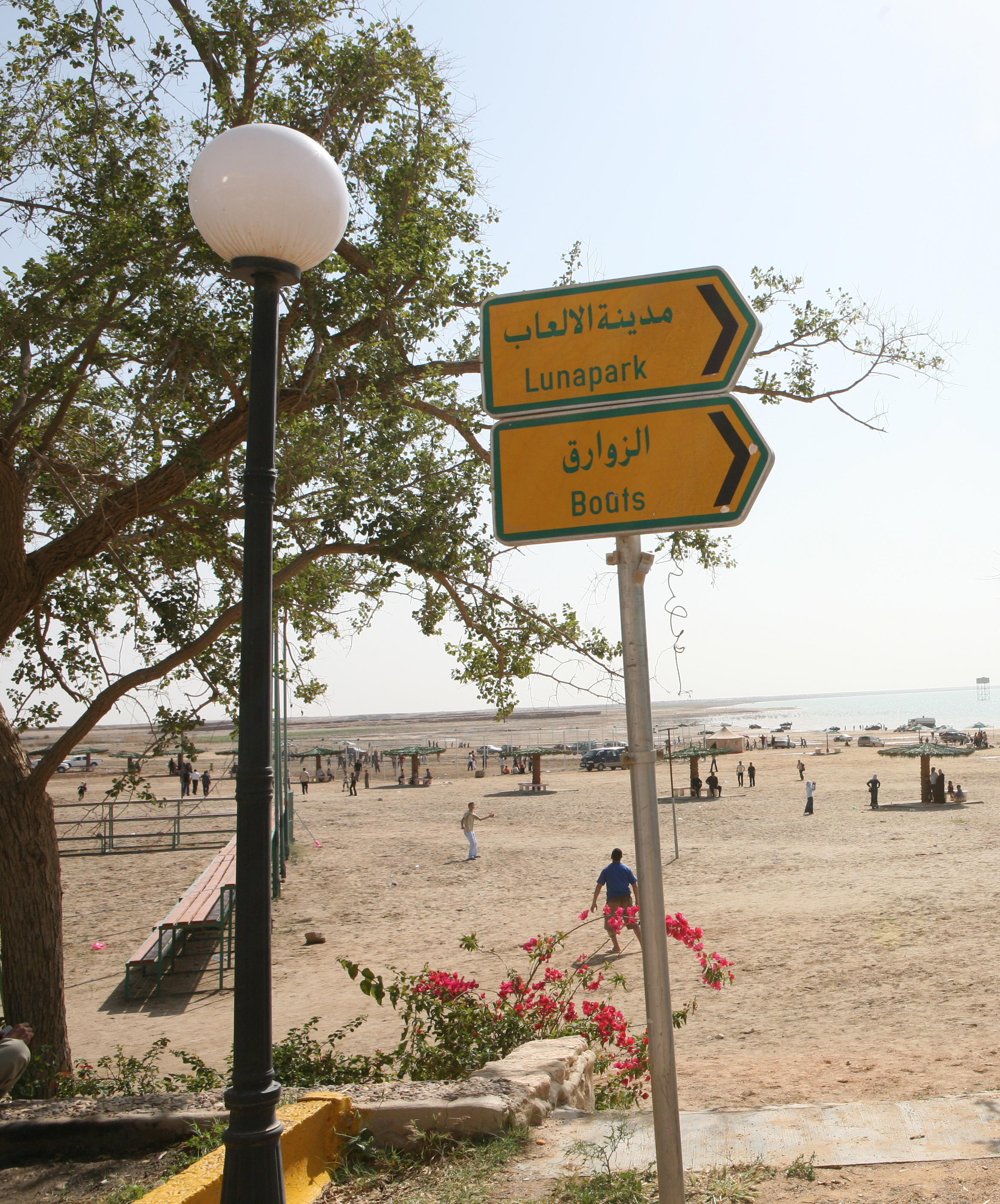
القرية السياحية

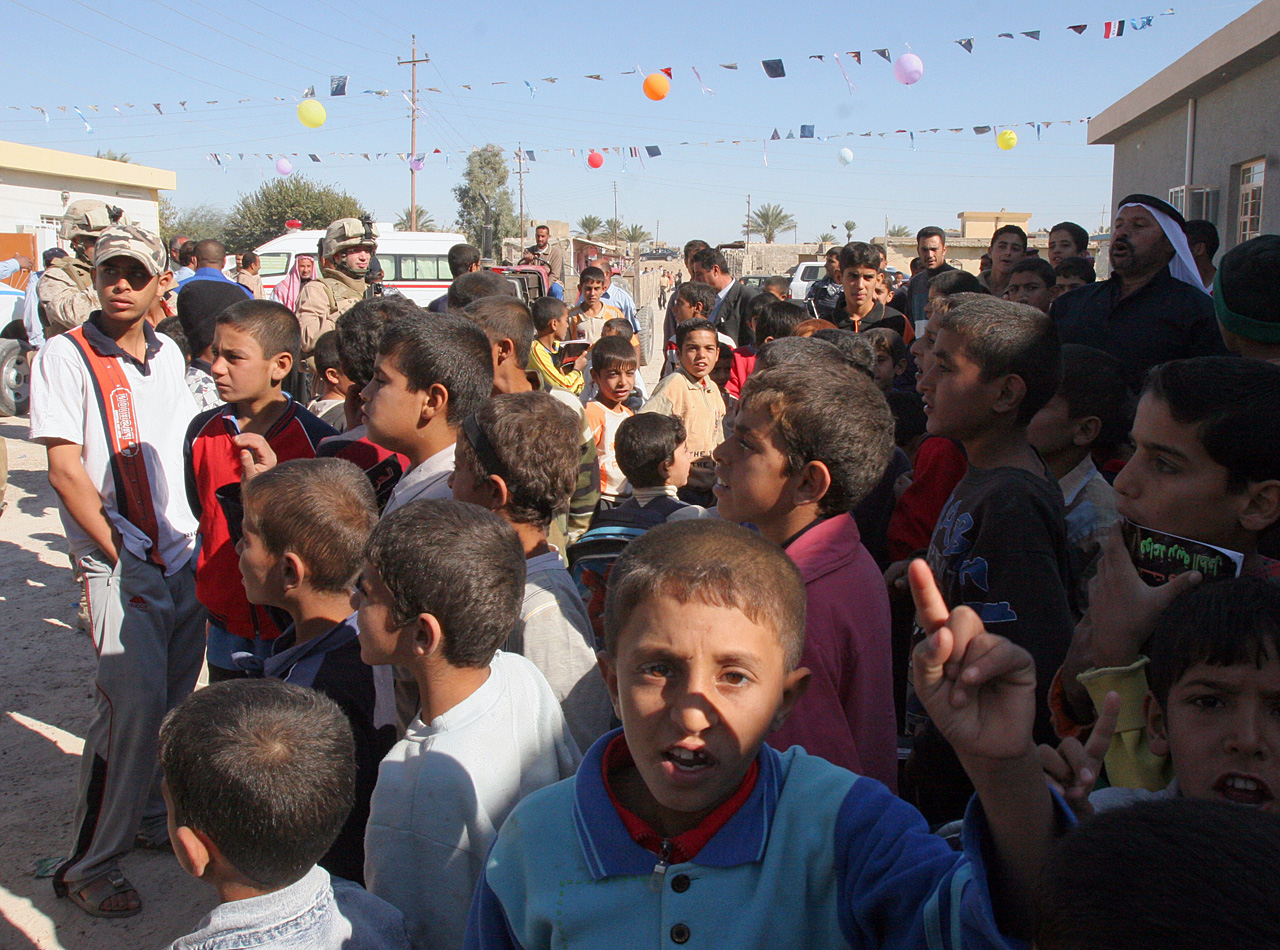
اطفال الحبانية

الحبانية مدينة سريانية ارمنية كاثوليكية تقع غرب العراق في محافظة الأنبار بين مدينتي الفلوجة والرمادي بجوار مدينة الخالدية، تبلغ مساحتها (701) كم2 ويبلغ عدد سكانها (61,284) نسمة حسب إحصائيات عام 1987م، وبعد الحرب الأخيرة استقبلت مدينة الحبانية 60 ألف نازح حوالي (12) ألف عائلة من الفلوجة، وفي مدينة الحبانية توجد مجمعات سكنية تقع قرب بحيرة الحبانية وكذلك تحتوي على قاعدة عسكرية ومطار .

## المناخ
يظهر الجدول التالي التغييرات المناخية على مدار السنة لمنطقة الحبانية:
| البيانات المناخية لـالحبانية      | البيانات المناخية لـالحبانية | البيانات المناخية لـالحبانية | البيانات المناخية لـالحبانية | البيانات المناخية لـالحبانية | البيانات المناخية لـالحبانية | البيانات المناخية لـالحبانية | البيانات المناخية لـالحبانية | البيانات المناخية لـالحبانية | البيانات المناخية لـالحبانية | البيانات المناخية لـالحبانية | البيانات المناخية لـالحبانية | البيانات المناخية لـالحبانية | البيانات المناخية لـالحبانية |
| الشهر                             | يناير                        | فبراير                       | مارس                         | أبريل                        | مايو                         | يونيو                        | يوليو                        | أغسطس                        | سبتمبر                       | أكتوبر                       | نوفمبر                       | ديسمبر                       | المعدل السنوي                |
| --------------------------------- | ---------------------------- | ---------------------------- | ---------------------------- | ---------------------------- | ---------------------------- | ---------------------------- | ---------------------------- | ---------------------------- | ---------------------------- | ---------------------------- | ---------------------------- | ---------------------------- | ---------------------------- |
| متوسط درجة الحرارة الكبرى °م (°ف) | 16 (60)                      | 18 (65)                      | 23 (73)                      | 30 (86)                      | 37 (98)                      | 41 (106)                     | 44 (111)                     | 44 (111)                     | 41 (105)                     | 33 (92)                      | 24 (76)                      | 17 (63)                      | 31 (87)                      |
| متوسط درجة الحرارة الصغرى °م (°ف) | 4 (39)                       | 6 (42)                       | 9 (48)                       | 14 (58)                      | 20 (68)                      | 23 (73)                      | 26 (78)                      | 25 (77)                      | 21 (70)                      | 16 (60)                      | 11 (51)                      | 6 (42)                       | 15 (59)                      |
| الهطول مم (إنش)                   | 20 (0.8)                     | 20 (0.8)                     | 28 (1.1)                     | 10 (0.4)                     | 2.5 (0.1)                    | 0 (0)                        | 0 (0)                        | 0 (0)                        | 0 (0)                        | 2.5 (0.1)                    | 20 (0.8)                     | 20 (0.8)                     | 130 (5)                      |
| المصدر: Weatherbase               |                              |                              |                              |                              |                              |                              |                              |                              |                              |                              |                              |                              |                              |

## أعلام
- دوكلاص عزيز
- أندرو روهان
- يونادم كنا
- سركون بولص
- كوركيس الثالث صليوا
- خالد جبر